# Amietia amieti
Amietia amieti là một loài ếch thuộc họ Pyxicephalidae. Trước đây nó được xếp vào họ Ranidae. Đây là loài đặc hữu của Cộng hòa Dân chủ Congo. Môi trường sống tự nhiên của chúng là rừng ẩm vùng đất thấp nhiệt đới hoặc cận nhiệt đới và sông ngòi.